# 那覇市立金城中学校
那覇市立金城中学校（なはしりつ かなぐすくちゅうがっこう）は、沖縄県那覇市金城四丁目にある市立中学校。

## 沿革・概要
１,沿革
昭和６１年１１月 １日 那覇市立金城中学校設置の日
昭和６１年 ４月 １日 金城中学校開校､小禄中学校より転入
昭和６１年 ４月 ７日 開校式
昭和６２年 ２月１７日 校歌､歌詞決定
昭和６３年 ３月 ８日 校歌の曲決定
昭和６３年 ３月１２日 校歌制定式
平成 元年 ２月 ４日 沖縄県青少年科学展県知事賞受賞
平成 ２年 １月１３日 ５周年記念事業 全教室テレビ設置
平成 ４年１２月１０日 クーラー施設工事完了
平成 ５年１２月１５日 エイズ（性）教育推進地域研究発表大会
平成 ８年 ２月１７日 創立１０周年記念式典祝賀会
平成１１年 ４月１２日 学校図書館情報化ｵｰﾌﾟﾆﾝｸﾞｾﾚﾓﾆｰ
平成１８年 ２月 ３日 創立 20 周年記念式典・祝賀会
平成１９年１１月１６日 第３回九州中学校空手道競技大会優秀学校
平成２０年 ９月 ６日 第 63 回九州合唱ｺﾝｸｰﾙ大会銅賞
平成２２年 ２月２４日 第 18 回「数検」グランプリ金賞
平成２３年 ２月１２日 第 36 回九州ｱﾝｻﾝﾌﾞﾙｺﾝﾃｽﾄ打楽器七重奏金賞
平成２５年 ９月２７日 第５回声楽ｱﾝｻﾝﾌﾞﾙｺﾝﾃｽﾄ全国大会 優良賞
平成２５年１１月 ２日 那覇地区中体連 優秀スポーツ学校賞 受賞
平成２６年 ６月 ８日 第 37 回那覇地区男子駅伝競走大会２連覇達成
平成３０年 ８月 ６日 那覇地区中体連夏季総合体育大会 男子総合優勝 ２連覇達成
令和 元 年１１月 ２日 第 48 回九州バスケットボール大会女子 3 位
令和 ２ 年 ９月２１日 第 38 回那覇地区女子駅伝競走大会 優勝
令和２年  ９月 ２１日 那覇地区夏季バスケットボール大会女子優勝
２,学校の概要
(1) 学校の位置 那覇市金城４丁目４番地の１
(2) 校地面積 ３３，０７６㎡
(3) 校舎面積 ４，９３１㎡
(4) 体育館面積 １，２２２㎡
(5) プール面積 ５２０㎡
(6) グラウンド ２００ｍトラック､１００ｍ直走路
(7)学級数 ２０学級(特別支援学級含む) １学年 ５学級　２学年 ５学級　３学年 ６学級　特別支援学級 ４学級
(8)生徒数 約５４０名(令和６年４月現在)

## 通学区域
字赤嶺(全部)、赤嶺1丁目～2丁目(全部)、字安次嶺(全部)、宇栄原1丁目(全部)、宇栄原2丁目6番～12番、15番、18番1号～18番6号、18番35号～18番44号、宇栄原3丁目15番～17番、22番～34番、字小禄801番地～841番地、1797番地～1855番地、字大嶺(全部)、金城1丁目～5丁目(全部)、字田原169番地、182番地、192番地～193番地、196番地、201番地、204番地、206番地、210番地、221番地、225番地、229番地、231番地、240番地～241番地、243番地、249番地～251番地、255番地、257番地、260番地～262番地、276番地、281番地、283番地、田原1丁目(全部)、田原2丁目9番地～10番地、田原3丁目～4丁目(全部)、字当間(全部)、高良3丁目1番～9番、11番

## 著名な出身者
安室ケイレン　Y!mobile　モデル
池間琉杏 Girls Planet 999の参加者